# This Is Me (bài hát trong phim Bậc thầy của những ước mơ)
"This Is Me" là một bài hát trong phim ca nhạc Bậc thầy của những ước mơ do Keala Settle thể hiện, Keala Settle cũng đóng một vai trong bộ phim này. Bài hát được hãng Atlantic Records phát hành vào ngày 26 tháng 10 năm 2017 dưới dạng đĩa đơn quảng bá cho album The Greatest Showman: Original Motion Picture Soundtrack và đĩa đơn chính thức được phát hành vào ngày 8 tháng 12 năm 2017.
Bài hát đã đoạt giải Giải Quả cầu vàng cho ca khúc trong phim hay nhất ở lễ trao giải Quả cầu vàng lần thứ 75 và được đề cử Giải Oscar cho ca khúc gốc trong phim xuất sắc nhất ở lễ trao giải Oscar lần thứ 90 (bị thua bài hát "Remember Me" trong phim Coco). Sau đó bài hát tiếp tục được đề cử Giải Grammy cho Ca khúc nhạc phim hay nhất ở lễ trao giải Grammy lần thứ 61.
Sau khi bộ phim Bậc thầy của những ước mơ được phát hành trên toàn cầu, thì bài hát trở nên nổi tiếng và được xếp hạng rất cao trên các bảng xếp hạng âm nhạc, từng lọt vào top 5 ở Anh, top 10 ở Úc, Ireland, Malaysia và Hàn Quốc v.v...

## Trình diễn trực tiếp
Bài hát được trình diễn lần đầu bởi Hugh Jackman trong tua lưu diễn Broadway to Oz ở Úc hồi năm 2015. Ngày 24 tháng 12 năm 2017, Keala Settle cũng hát trực tiếp "This Is Me" ở sự kiện Vision Australia's Carols ở Sidney Myer Music Bowl, Melbourne.

## Danh sách các bản nhạc
| Nhạc không lời | Nhạc không lời              | Nhạc không lời                | Nhạc không lời |
| STT            | Nhan đề                     | Nghệ sĩ                       | Thời lượng     |
| -------------- | --------------------------- | ----------------------------- | -------------- |
| 1.             | "This Is Me" (instrumental) | The Greatest Showman Ensemble | 3:54           |

| Dave Audé remix | Dave Audé remix                | Dave Audé remix                               | Dave Audé remix |
| STT             | Nhan đề                        | Nghệ sĩ                                       | Thời lượng      |
| --------------- | ------------------------------ | --------------------------------------------- | --------------- |
| 1.              | "This Is Me" (Dave Audé remix) | Keala Settle và The Greatest Showman Ensemble | 3:36            |

| Alan Walker relift | Alan Walker relift                | Alan Walker relift                            | Alan Walker relift |
| STT                | Nhan đề                           | Nghệ sĩ                                       | Thời lượng         |
| ------------------ | --------------------------------- | --------------------------------------------- | ------------------ |
| 1.                 | "This Is Me" (Alan Walker relift) | Keala Settle và The Greatest Showman Ensemble | 3:35               |

| Phiên bản tiếng Tây Ban Nha | Phiên bản tiếng Tây Ban Nha | Phiên bản tiếng Tây Ban Nha                    | Phiên bản tiếng Tây Ban Nha |
| STT                         | Nhan đề                     | Nghệ sĩ                                        | Thời lượng                  |
| --------------------------- | --------------------------- | ---------------------------------------------- | --------------------------- |
| 1.                          | "Así Soy"                   | Maite Perroni và The Greatest Showman Ensemble | 3:55                        |

## Bảng xếp hạng
| BXH (2017–2019)                        | Vị trí cao nhất position |
| -------------------------------------- | ------------------------ |
| Úc (ARIA)                              | 10                       |
| Áo (Ö3 Austria Top 40)                 | 31                       |
| Bỉ (Ultratop 50 Flanders)              | 41                       |
| Canada (Canadian Hot 100)              | 74                       |
| Pháp (SNEP)                            | 52                       |
| Đức (GfK)                              | 55                       |
| Hungary (Single Top 40)                | 23                       |
| Hungary (Stream Top 40)                | 39                       |
| Ireland (IRMA)                         | 8                        |
| Japan (Japan Hot 100)                  | 17                       |
| Japan Hot Overseas (Billboard)         | 1                        |
| Hà Lan (Single Top 100)                | 92                       |
| Malaysia Streaming (RIM)               | 6                        |
| New Zealand (Recorded Music NZ)        | 13                       |
| Bồ Đào Nha (AFP)                       | 61                       |
| Scotland (OCC)                         | 2                        |
| Singapore (RIAS)                       | 4                        |
| South Korea International Chart (Gaon) | 9                        |
| Spain (PROMUSICAE)                     | 63                       |
| Sweden Heatseeker (Sverigetopplistan)  | 3                        |
| Thụy Sĩ (Schweizer Hitparade)          | 60                       |
| Anh Quốc (OCC)                         | 3                        |
| US Billboard Hot 100                   | 58                       |
| US Adult Top 40 (Billboard)            | 40                       |
| US Dance Club Songs (Billboard)        | 3                        |

| BXH(2018)                            | Vị trí |
| ------------------------------------ | ------ |
| Australia (ARIA)                     | 24     |
| Ireland (IRMA)                       | 17     |
| Japan (Japan Hot 100)                | 60     |
| New Zealand (Recorded Music NZ)      | 44     |
| UK Singles (Official Charts Company) | 4      |
| US Dance Club Songs (Billboard)      | 34     |

| BXH (2019)                           | Vị trí |
| ------------------------------------ | ------ |
| UK Singles (Official Charts Company) | 54     |

| BXH(2010–2019)                       | Vị trí |
| ------------------------------------ | ------ |
| UK Singles (Official Charts Company) | 46     |

## Chứng nhận
| Quốc gia                                                    | Chứng nhận  | Số đơn vị/doanh số chứng nhận |
| ----------------------------------------------------------- | ----------- | ----------------------------- |
| Úc (ARIA)                                                   | 4× Platinum | 280.000‡                      |
| Áo (IFPI Áo)                                                | Gold        | 15.000‡                       |
| Canada (Music Canada)                                       | 2× Platinum | 160.000‡                      |
| Đan Mạch (IFPI Đan Mạch)                                    | Gold        | 45.000‡                       |
| Đức (BVMI)                                                  | Gold        | 150.000‡                      |
| Ý (FIMI)                                                    | Gold        | 25.000‡                       |
| New Zealand (RMNZ)                                          | Gold        | 15.000‡                       |
| Anh Quốc (BPI)                                              | 4× Platinum | 2.400.000‡                    |
| Hoa Kỳ (RIAA)                                               | 3× Platinum | 3.000.000‡                    |
| ‡ Chứng nhận dựa theo doanh số tiêu thụ và phát trực tuyến. |             |                               |

## Giải thưởng
| Giải thưởng                      | Ngày                | Hạng mục                            | Kết quả   | Chú thích |
| -------------------------------- | ------------------- | ----------------------------------- | --------- | --------- |
| Giải Oscar                       | 4 tháng 3 năm 2018  | Best Original Song                  | Đề cử     | [ 52 ]    |
| Critics' Choice Movie Awards     | 11 tháng 1 năm 2018 | Best Song                           | Đề cử     | [ 53 ]    |
| Georgia Film Critics Association | 12 tháng 1 năm 2018 | Best Original Song                  | Đề cử     | [ 54 ]    |
| Quả Cầu Vàng                     | 7 tháng 1 năm 2018  | Best Original Song – Motion Picture | Đoạt giải | [ 55 ]    |
| Giải Grammy                      | 10 tháng 2 năm 2019 | Best Song Written for Visual Media  | Đề cử     | [ 56 ]    |

## Phiên bản của Kesha
Phiên bản 'This is me' do Kesha' thể hiện được phát hành vào ngày 22 tháng 12 năm 2017. Nó từng đứng thứ 71 trên bảng xếp hạng âm nhạc Úc.

### Bảng xếp hạng và chứng nhận

#### Bảng xếp hạng tuần
| Chart (2018–2019)                | Vị trí cao nhất |
| -------------------------------- | --------------- |
| Australia (ARIA)                 | 71              |
| Scotland (OCC)                   | 54              |
| US Pop Digital Songs (Billboard) | 22              |

#### Chứng nhận
| Quốc gia                                                    | Chứng nhận | Số đơn vị/doanh số chứng nhận |
| ----------------------------------------------------------- | ---------- | ----------------------------- |
| Úc (ARIA)                                                   | Gold       | 35.000‡                       |
| ‡ Chứng nhận dựa theo doanh số tiêu thụ và phát trực tuyến. |            |                               |

### Thời điểm phát hành
| Khu vực | Ngày                 | Định dạng                  | Nhãn     | Chú thích |
| ------- | -------------------- | -------------------------- | -------- | --------- |
| Various | 22 tháng 12 năm 2017 | Digital download streaming | Kemosabe | [ 62 ]    |
| Italy   | 8 tháng 1 năm 2018   | Contemporary hit radio     | Warner   | [ 63 ]    |